# Tammiku (Koeru)
Tammiku – wieś w Estonii, w prowincji Järva, w gminie Koeru.